# Богатырь (Самарская область)
Богаты́рь — село в составе городского округа Жигулёвск Самарской области.
Находится восточнее Жигулёвска, Бахиловой Поляны и Зольного и ниже их по течению Волги. Расстояние до центра городского округа — города Жигулёвск — около 30 км по прямой и 50 км по дорогам.
С 1959 по 2004 год Богатырь имел статус посёлка городского типа.
В селе расположен один из трёх карьеров по добыче известняка в Жигулёвске. Имеется речной причал.

## Население
| 1959 | 1970  | 1979  | 1989  | 2002  | 2010 |
| ---- | ----- | ----- | ----- | ----- | ---- |
| 3069 | ↘1134 | ↗1152 | ↗1277 | ↘1107 | ↘987 |

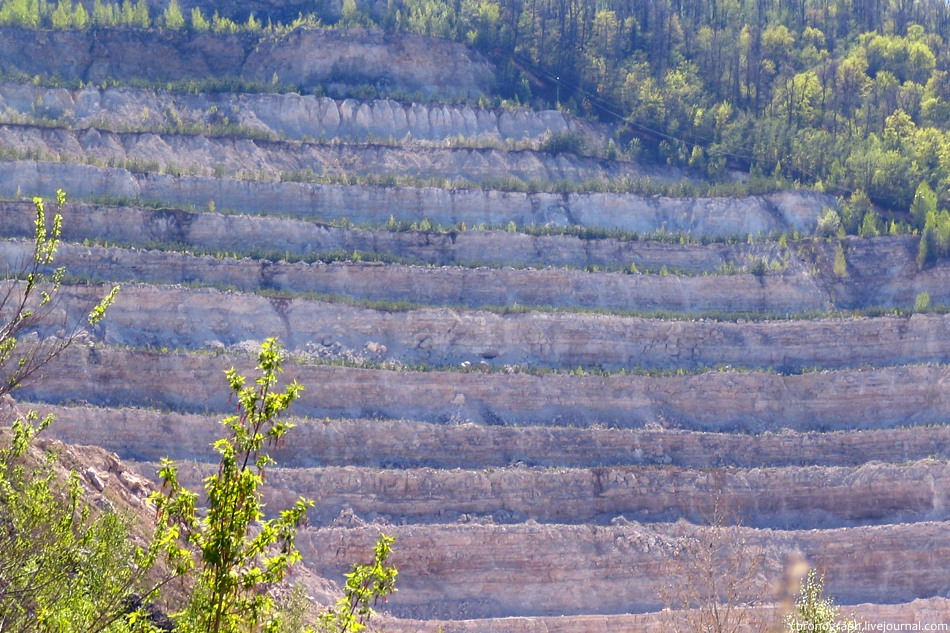
Карьер открытого типа
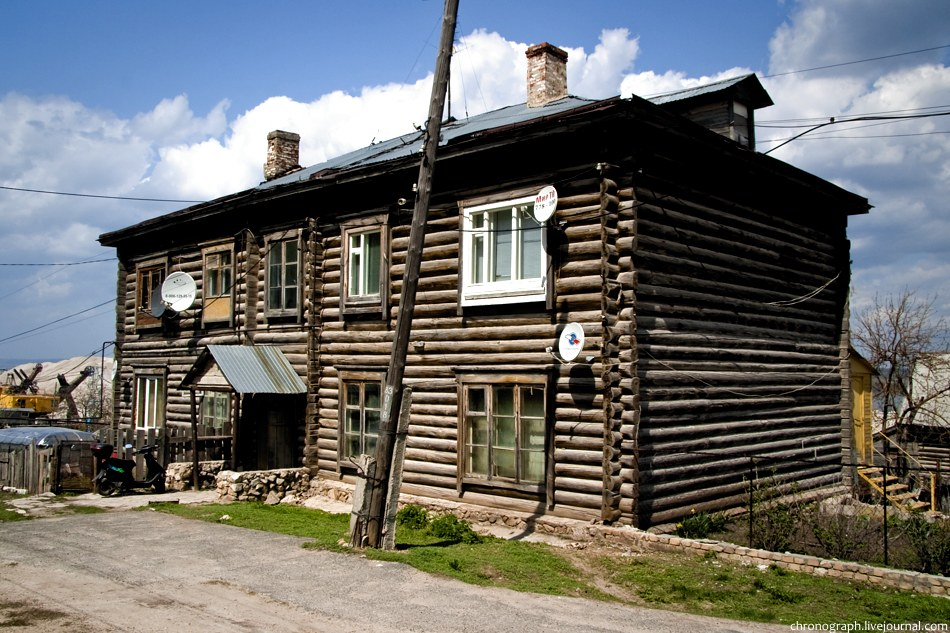
Двухэтажный деревянный дом
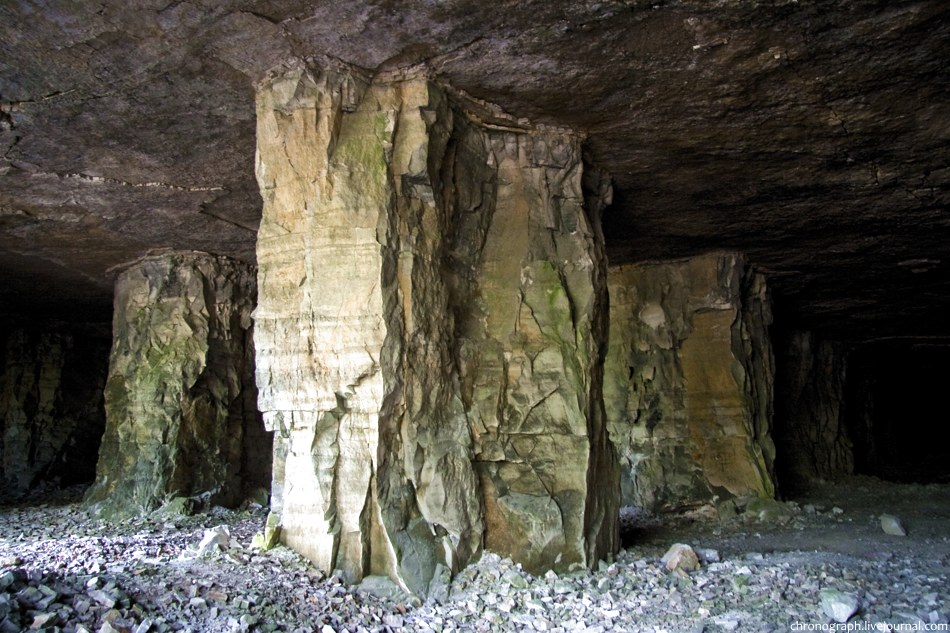
Штольни в Жигулёвских горах
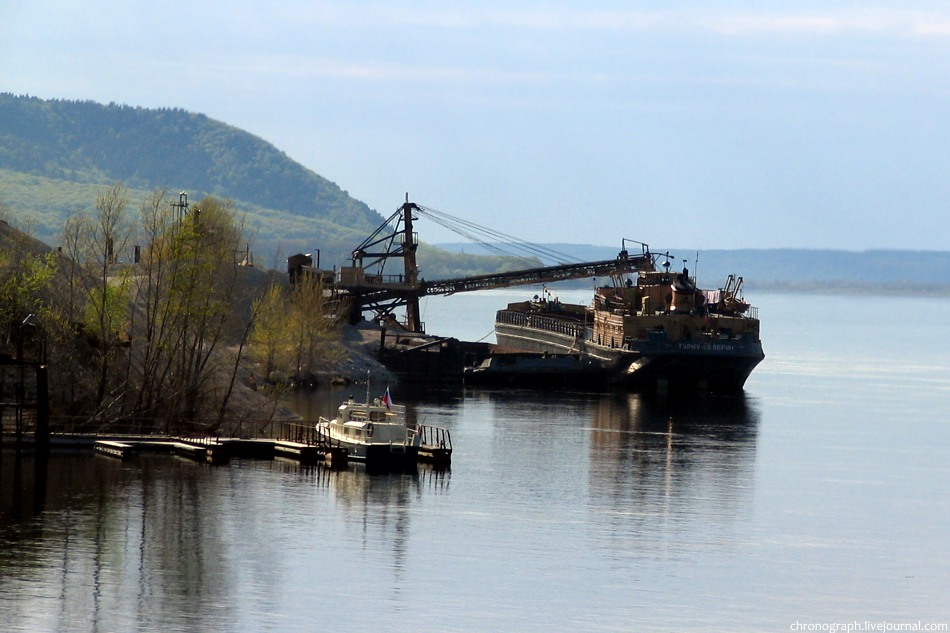
Грузовая пристань